# Johan Daniel Drissel
Johan Daniel Drissel, född 16 februari 1751 i Bred, död 20 februari 1823 i Uppsala, var en svensk jurist och universitetslärare.
Drissel fick professors fullmakt 1799 och blev 1805 professor i juridik. Han var 1813 rektor vid Uppsala universitet.